# Comuna Slovita, Zolociv
Slovita (în ucraineană Словіта) este o comună în raionul Zolociv, regiunea Liov, Ucraina, formată din satele Iaktoriv, Maziv și Slovita (reședința).

## Demografie
Componența lingvistică a comunei Slovita
     Ucraineană (99,54%)
     Alte limbi (0,39%)
Conform recensământului din 2001, majoritatea populației comunei Slovita era vorbitoare de ucraineană (99,54%), existând în minoritate și vorbitori de alte limbi.